# 柳池镇 (宣汉县)
柳池镇，是中华人民共和国四川省达州市宣汉县曾经下辖的一个镇。2020年6月，撤销柳池镇，原柳池镇茅岭村、新红村、官渡村、金楠村为蒲江街道的行政区域，原柳池镇马家社区、柳坪村、石堰村、杨合村、锅坪村所属行政区域划归普光镇管辖。

## 行政区划
柳池镇撤销前下辖以下地区：
隆鑫社区、新安村、杨合村、金竹村、石堰村、柳坪村、锅坪村、栈板村、楠木村、官渡村、茅岭村和双河村。